# Herbeumont
Herbeumont är en kommun i Belgien.   Den ligger i provinsen Luxemburg och regionen Vallonien, i den sydöstra delen av landet, 140 km sydost om huvudstaden Bryssel. Antalet invånare är 1 563.
I omgivningarna runt Herbeumont växer i huvudsak blandskog. Runt Herbeumont är det ganska glesbefolkat, med 42 invånare per kvadratkilometer.